# Agrotis fuscolimbata
Agrotis fuscolimbata är en fjärilsart som beskrevs av Barend J. Lempke 1962. Agrotis fuscolimbata ingår i släktet Agrotis och familjen nattflyn. Inga underarter finns listade i Catalogue of Life.